# قطعنامه ۱۲۱۴ شورای امنیت
قطعنامه ۱۲۱۴ شورای امنیت سازمان ملل متحد که در تاریخ ۰۸ دسامبر ۱۹۹۸ تصویب شد، سندی بین‌المللی دربارهٔ اوضاع در افغانستان است. این قطعنامه طی نشست ۳۹۵۲ام با ۱۵ رای موافق، ۰ مخالف و ۰ ممتنع تصویب شد.